# Cecilia Leijonhufvud-Nordenfalk
Ebba Cecilia Axelsdotter Leijonhufvud-Nordenfalk, född Leijonhufvud den 23 januari 1906 i Hedvig Eleonora församling i Stockholm, död den 10 mars 1991 i Adolf Fredriks församling i Stockholm, var en svensk målare och grafiker.
Hon var dotter till friherre Knut Axel Leijonhufvud och grevinnan Ebba Cecilia Margareta Lewenhaupt och från 1935 till sin död gift med Carl Nordenfalk. Hon studerade vid Wilhelmsons målarskola 1925 och Konsthögskolan 1926–1930 samt vid Etsningsskolan för Emil Johanson-Thor och Harald Sallberg. Efter avslutade studier företog hon ett flertal studieresor till Frankrike, England, Tyskland och Italien. Hon utgav 1931 häftet Etsade fantasier i 100 numrerade exemplar som består av 22 etsningar med dikter.